# Cicadulina parazeae
Cicadulina parazeae är en insektsart som beskrevs av Ghauri 1961. Cicadulina parazeae ingår i släktet Cicadulina och familjen dvärgstritar. Inga underarter finns listade i Catalogue of Life.